# One-T
Gli One-T sono una "virtual band", ossia un gruppo musicale animato, francese, attivo dal 2000.

## Personaggi
- One-T (ragazzo tredicenne)
- Nine-T (miglior amico di One-T)
- Fat-T (MC grasso)
- E (hacker giapponese)
- Ee (sorella gemella di E)
- Cool-T (amico di One-T)
- Bull-T (cane)
- Travoltino (gangster e personaggio televisivo, nemico di One-T)
- Acidman (inventore e spacciatore)

## Membri
Musicisti
- Eddy Gronfier
- Thomas Pieds

Produzione
- Eddy Gronfier

Effetti visivi
- Thomas Pieds

## Discografia
- 2003 - The One-T ODC
- 2006 - The One-T's ABC